# Jerzy Krzysztoń

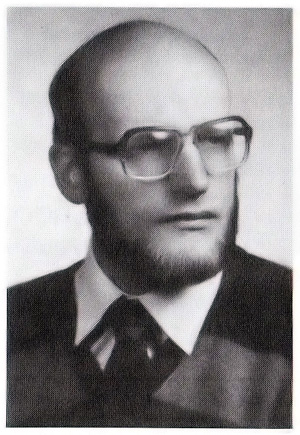
Jerzy Krzysztoń

Jerzy Krzysztoń (* 23. Januar 1940; † 11. November 1997) war ein polnischer Schachspieler, der vor allem im Fernschach erfolgreich war.

## Sportliche Erfolge
Krzysztoń, der im Turnierschach den Titel eines Meisteranwärters trug, belegte bei der 9. polnischen Fernschachmeisterschaft 1966/67 mit 14½/15 Punkten vor Ernest Kocem und Marian Braczko den ersten Platz.
International war er ebenfalls recht erfolgreich und spielte sowohl bei der 7. Fernschach-WM (1972–1976) als auch bei der 12. Fernschach-WM (1984–1991) bis ins Finale mit.
Bei der 7. Fernschach-WM belegte er mit 9½/16 Punkten den fünften Platz und bei der 12. Fernschach-WM belegte er mit 9/14 Punkten den vierten Platz.
Für Polen spielte Jerzy Krzysztoń von 1963 bis zu seinem Tod 1997. Als Repräsentant seines Landes nahm er unter anderem bei der 8., 10. und 11. Olympiade des ICCF teil.
Im Jahr 1992 wurde er Großmeister im Fernschach. Seine beste Elo-Zahl im Fernschach war 2603 in den Jahren 1992–1994.